# Antônio Poteiro
Antônio Batista de Sousa, más conocido como Antônio Poteiro  (n.  1925 en Pousada (Braga)- f. 2010 en Goiânia) fue un escultor, pintor y ceramista  portugués residente en Brasil. Fue considerado uno de los maestros de la pintura primitiva en Brasil.

## Vida y obras
Nacido en Portugal, se inició en la vida artística como artesano, con la producción de cerámica para uso doméstico, máscaras y marionetas, por lo que surgió el "Poteiro" de su nombre artístico. Se trasladó a Goiania , donde permaneció hasta su muerte.
Animado por Siron Franco y Cléber Gouvea, comenzó a pintar en 1972. En 1976 participó en el documental Artistas de Goiás, producido por Goiastur. En 1978 fue profesor de cerámica en el Centro de Actividades del Sesc, en Río de Janeiro. Dos años más tarde, fue profesor de cerámica en las Ferias Internacionales de Hannover y Düsseldorf.
En 1983 fue producido el documental Antônio Poteiro: o Profeta do barro e das cores(profeta del barro y el color), dirigido por Antônio Eustáquio. En 1985 recibió el premio de la Asociación Paulista de Críticos de Arte (APCA 1984) en la categoría de escultura.
En 1987 recibió la Encomienda Ofiacialato de la Orden del Mérito, otorgado por Portugal. Un nuevo documental sobre el artista fue producido por Ronaldo Duke en 1991 .
En 1999 recibió la Medalla de Henning Gustav Ritter, del Consejo de Estado de Cultura de Goiás.
El 08 de junio de 2010 , Antônio Poteiro murió a causa de una parada cardiorrespiratoria, después de más de 20 días ingresado en el Hospital Jardim América de Goiânia. Su funeral tuvo lugar en el cementerio Jardim das Palmeiras en Goiania. 